# Obed
A l'Evangeli segons Mateu, Obed (en hebreu,
עובד בן-בועז Oved ben Bo'az) va ser el fill de Booz i de la seva esposa Rut, i el pare de Jessè i, per tant, avi del Rei David. També en parla Lluc.
Apareix mencionat també al Llibre de Rut i és un personatge menor, simplement para establir la genealogia de David. El nom Obed significa "servent, adorador".